# 潘家辰
潘家辰（1904年—1932年9月14日），曾名家相、小龙、克鲁。江苏苏州富仁坊巷人。中国共产党早期人物。

## 生平
曾祖父潘霨曾任清朝湖北、江西、贵州巡抚。父曾留学日本。1920年，潘家辰随父到北京，入俄语专修馆学习俄语，受李大钊创办的马克思学说研究会影响。1923年，经中共组织安排，去苏联莫斯科东方劳动者共产主义大学，学习兼做翻译。在赵世炎、刘伯坚、王若飞的帮助下，加入中国共产党。1925年，由于近千名中国留苏学生因语言困难不便交流和学习，潘家辰调入共产国际在莫斯科中山大学，教俄语，当翻译。在中山大学教学期间，他与学生庄东晓相识，并于1926年结婚。
在留苏期间，潘家辰待人热情、性格豪爽，从不趋炎附势，受到王明等人的排挤和打击，曾被扣留3个月。1927年1月，联共中央决定派出以巴威尔·亚历山大洛维奇·米夫为团长的中央宣传代表团使华，帮助中共中央开展宣传工作并创办中共中央党校。米夫从中山大学挑选潘家辰、刘少文、王明和严家骏四人为代表团翻译。原定潘家辰为团长米夫的翻译，王明和其他人负责分别为青年团、工会和妇女工作的专门翻译。但王明不愿失去靠近米夫的机会，因此他就说潘家辰翻译有问题，挂念妻子，无心工作。终于取潘家辰而代之，成了米夫的贴身翻译。
代表团于1927年3月从海参崴乘船直奔广州，他们到广州后，由于北伐战争进展顺利，国民政府已经迁往武汉。于是，他们又转道上海去了武汉，参加了中国共产党第五次全国代表大会。次年，潘家辰在中共中央国际联络处编译文件，为党刊《布尔什维克》撰稿，著有《目前几个主要策略问题的讨论》、《中国资产阶级大示威》。同年6月，中国共产党第六次全国代表大会在莫斯科召开，潘家辰夫妇任翻译。会后，留莫斯科国际列宁学校学习深造。1930年奉调回国。
1931年5月，潘家辰到湘鄂西根据地工作，任湘鄂西省委巡视员。5月到达省苏维埃所在地洪湖瞿家湾。这时，王明把持了临时中央，并派人到各苏区推行其路线。1931年3月初，临时中央派夏曦来到洪湖，成立了湘鄂西中央分局，自任书记，兼军委分会主席。潘家辰在许多问题上同夏曦发生分歧，不同意肃反扩大化。1932年1月下旬，在洪湖苏区召开了湘鄂西省第四次党代表大会。大会开始的两天里，万涛、潘家辰等70多人发言批评了夏曦领导湘鄂西中央分局以来半年多的工作，但王明中央支持夏曦，派尉士筠、关向应到会传达中央指示，把万涛、潘家辰等干部对夏曦的批评说成是“反国际、反中央正确路线”，是“反中央、反国际的小组织活动”等等；潘家辰气得当场晕倒。临时省委的杨光华、崔琪和彭之玉等负责人作了拥护中央指示和支持夏曦的发言。大多数代表慑于中央的结论，不再批评夏曦；一部分人转而跟着夏曦反对万涛、潘家辰。至此大会就接受了夏曦所作的政治报告的结论，除肯定中央分局成立以来的错误政策是“真正的国际路线的转变”所取得的成绩，还指责万涛、潘家辰等是“党内右倾机会主义者”、“立三主义者”、“邓中夏的信徒”，一部分人是“阶级敌人”等等，继而逮捕潘家辰等人。中共中央曾通知夏曦“潘家辰同志的问题交由中央处理”，但夏曦拒不执行。1932年9月14日，夏曦将潘家辰和柳直荀、万涛等杀害。
在潘家辰被逮捕关押期间，其夫人庄东晓逃了出来。并且对潘家辰一案，不断向上级申诉。1984年，中共中央给潘家辰平反昭雪，追认为革命烈士。在湖北省洪湖雷家墩青龙庙烈士殉难处修建烈士墓和纪念碑。